# Euglena
Sono riconosciute le seguenti specie:
- Euglena acusformis J.Schiller
- Euglena adhaerens Matvienko, 1938
- Euglena allorgei Deflandre, 1924
- Euglena ascusformis Schiller, 1925
- Euglena cantabrica Pringsheim, 1956
- Euglena chadefaudii Bourrelly, 1951
- Euglena chlamydophora Mainx, 1927
- Euglena clara Skuja, 1948
- Euglena contabrica E.G.Pringsheim, 1956
- Euglena deses Ehrenberg, 1833
- Euglena ehrenbergii Klebs, 1883
- Euglena elastica Prescott, 1944
- Euglena elongata Schewiakoff, 1891
- Euglena geniculata Dujardin, 1841
- Euglena gracilis Klebs, 1883
- Euglena granulata (Klebs) F.Schmitz, 1884
- Euglena hemichromata Skuja, 1948
- Euglena limnophila Lemmermann, 1898
- Euglena magnifica E.G.Pringsheim, 1956
- Euglena minima Francé, 1897
- Euglena mutabilis F.Schmitz, 1884
- Euglena oblonga F.Schmitz, 1884
- Euglena obtusa F.Schmitz, 1884
- Euglena ostendensis H.Kufferath
- Euglena pisciformis Klebs, 1883
- Euglena proxima P.A.Dangeard, 1901
- Euglena pseudochadefaudii Zakrys & Kosmala, 2009
- Euglena pseudostellata Zakrys & Kosmala, 2009
- Euglena repulsans J.Schiller, 1952
- Euglena sanguinea Ehrenberg, 1830
- Euglena splendens P.A.Dangeard, 1901
- Euglena texta (Dujardin) Hübner, 1886
- Euglena tuberculata Swirenko, 1915
- Euglena variabilis G.A.Klebs, 1883
- Euglena velata G.A.Klebs, 1883
- Euglena viridis (O.F.Müller) Ehrenberg, 1830